# Nikola Andrić
Nikola Andrić (Vukovar, 5. prosinca 1867. – Zagreb, 7. travnja 1942.), bio je hrvatski književni povjesničar, prevoditelj, filolog, dramaturg, novinar, feljtonist, leksikograf i kazališni djelatnik.

## Životopis
Nikola Andrić rodio se u Vukovaru 1867. godine. Rodio se u obitelji oca Mate, remenara i suca i majke Julijane Andrić (rođ. Mađarević). Pučku školu pohađao je u rodnome gradu (1874. – 1879.), a gimnaziju u Osijeku (1879. – 1887.). Studirao je slavistiku u Beču (1887. – 1889.) i romanistiku u Parizu (1889. – 1891.), a u doktora filologije promoviran je 1897. godine, na osnovi rada iz 1892. godine, Prijevodna beletristika u Srba od god. 1777-1847, u Beču. Državni profesorski ispit iz hrvatskoga i francuskoga jezika položio je 1894. godine. Bio je dramaturg (1894. – 1898. i 1901. – 1907.) i intendant Hrvatskog narodnog kazališta (1920.). Zajedno sa Stjepanom Miletićem 1898. godine utemeljio je zagrebačku glumačku školu. Godine 1907. jedan je od osnivača i prvi upravitelj osječkoga Hrvatskog narodnog kazališta. U Kraljevini SHS bio je pomoćnik ministra nastave Stjepana Radića (1925. – 1926.). Od 1909. do 1913. godine bio je član redakcije Narodnih novina gdje je uređivao prosvjetnu rubriku i feljton te pisao tekstove o kazalištu i novim knjigama.
U mirovinu je otišao 1927. godine. Umro je u Zagrebu, 1942. godine, a pokopan je na Mirogoju.

## Književno stvaralaštvo
U književnosti stekao je velike zasluge ne samo kao raznorodni pisac, nego i organizatorskim sposobnostima i pokretačkim, osobito nakladničkim zamislima. Pisao je feljtone, putopise i književno-povijesne rasprave, a njegov Branič jezika hrvatskoga iz 1911. godine važan je doprinos hrvatskom jezičnom čistunstvu. U djelu Branič jezika hrvatskoga okupljeni su Andrićevi članci koje je objavljivao u Narodnim novinama pod nazivom Filološke sitnice. Od 1913. do 1941. godine, gotovo trideset je godina izdavao Zabavnu biblioteku koja je u 603 zelena sveska podarila čitalačkoj publici mnoštvo dotad u nas nepoznatih vrijednih djela. U Zabavnoj biblioteci objavio je većinu od četrdesetak knjiga svojih prijevoda.

## Djela
- U vagonu, Zemun 1894. (pod pseudonimom Miloje Fruškogorac)[4]
- Spomen-knjiga Hrvatskoga zemaljskog kazališta, Zagreb 1895.
- Izvori starih kajkavskih drama, Zagreb, 1901. (elektronička inačica)
- Značenje Marka Marulića, Zagreb, 1901. (elektronička inačica)
- Iz ratničke književnosti hrvatske, Zagreb, 1902. (elektronička inačica)
- Život i književni rad Pavla Solarića, Zagreb, 1902. (elektronička inačica)
- Pod apsolutizmom. Historija šestoga decenija hrvatske književnosti (1850-1860.), Zagreb, 1906.
- Ženske pjesme (Romance i balade), (Ur.) 1909.
- Branič jezika hrvatskoga, Zagreb, 1911., (2. izd. Zagreb, 1911., prijetisak 2. izd. Pergamena, Zagreb, 1997.) (elektronička inačica)
- Izabrane narodne pjesme : ženske (priredio) Zagreb, 1913. (elektronička inačica)
- Ženske pjesme (Pričalice i lakrdije), (Ur.) 1914.
- Od Balkana do Montblanca. Putničke impresije., I-II., Zagreb, 1927.
- Ženske pjesme (Ljubavne pjesme), (Ur.) 1914.
- Šta je šta. Stvarni hrvatski rječnik u slikama. Priredili Iso Velikanović i Nikola Andrić, Zagreb, 1938., (prijetisak, Zagreb, 2007.) (elektronička inačica)
- Junačke pjesme (Uskočke i hajdučke pjesme), (Ur.) 1939.
- Junačke pjesme (Historijske, krajiške i uskočke pjesme), (Ur.) 1940.
- Haremske pričalice i bunjevačke groktalice, (Ur.) 1942.

## Priznanja
- 1927.: Prvi počasni građanin Grada Vukovara.[7]

## Vanjske poveznice
Mrežna mjesta
- Nikola Andrić – Parižanin s Vuke, virtualna.nsk.hr
- Vesna Vujić, Jezik i jezikoslovlje Nikole Andrića, Doktorski rad, Sveučilište J. J. Strossmayera u Osijeku, Filozofski fakultet, 2014.
- Katica Čorkalo Jemrić, Svestrani naš Vukovarac Nikola Andrić (Vukovar, 5. XII. 1867. – Zagreb, 7. IV. 1942.), Kolo, br. 4, 2011.
- Ivana Gis, 100 godina Andrićeva Braniča jezika hrvatskoga // Hrvatistika: studentski jezikoslovni časopis, sv. 5., br. 5., 2011., str. 245. – 247. (Hrčak)